# Diademfruktduva
Diademfruktduva (Ptilinopus coronulatus) är en fågel i familjen duvor inom ordningen duvfåglar.

## Utseende och läte
Diademfruktduvan är en liten fruktduva. Den har ljusrosa eller vitaktig panna med en gul strimma över hjässans topp från öga till öga. Det gröna bröstet och orangegula buken skiljs åt av en rosa fläck. Lätet består av en serie med utdragna "wooo", först stigande och sedan fallande. 

## Utbredning och systematik
Diademfruktduva förekommer huvudsakligen på Nya Guinea. Den delas in i fem underarter med följande utbredning:
- Ptilinopus coronulatus trigeminus – förekommer på Salawati Island och västra Vogelkophalvön (nordvästra Nya Guinea)
- Ptilinopus coronulatus geminus – förekommer på norra Nya Guinea (Geelvink Bay Takar) och Yapen
- Ptilinopus coronulatus quadrigeminus – förekommer på norra Nya Guinea (Humboldt till Astrolabe Bay) och Manam
- Ptilinopus coronulatus huonensis – förekommer vid norra kusten på Nya Guinea (Huon Bay, Goodenough Bay)
- Ptilinopus coronulatus coronulatus – förekommer i Aruöarna och södra kusten av Nya Guinea (Mimikafloden till Milne Bay)

## Levnadssätt
Diademfruktduvan hittas i torrare låglänt skog. Där ses den födosöka efter frukt på olika höjder i träden.

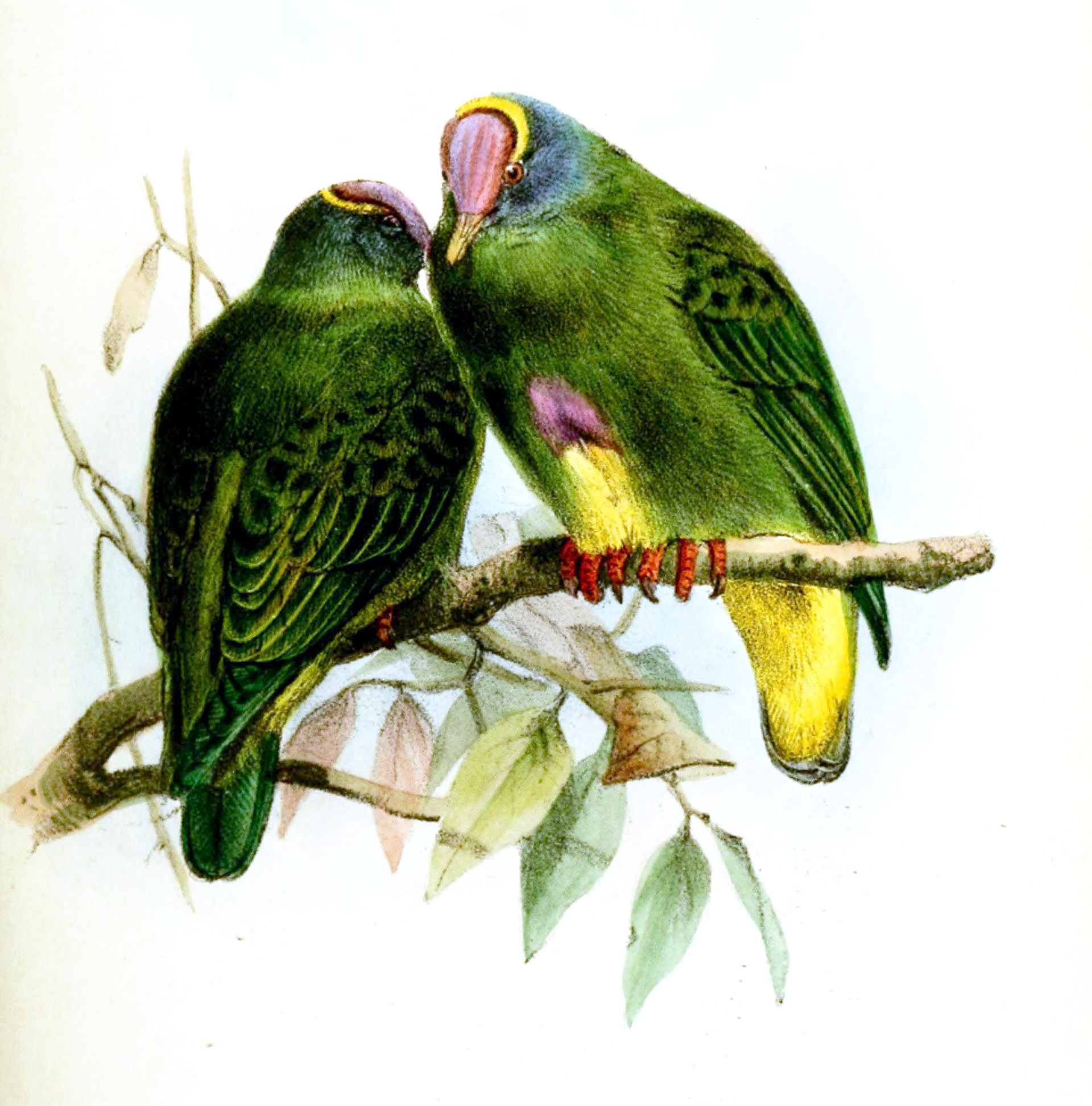

## Status och hot
Arten har ett stort utbredningsområde, men tros minska i antal, dock inte tillräckligt kraftigt för att den ska betraktas som hotad. Internationella naturvårdsunionen IUCN listar arten som nära hotad (LC).